# Biserica de lemn din Comănești-Gănești

Iconostasul bisericii de lemn din Comănești Suta - conservat înainte de mutarea la Muzeul Astra din Sibiu. Foto: 2009

Biserica de lemn din Comănești-Suta din localitatea omonimă în județul Gorj a fost afectată de un incendiu în anul 2006. Ea a fost transferată și salvată în Muzeul în Aer Liber din Dumbrava Sibiului în decembrie 2008. Construcția datează din secolul 18. Biserica se afla în lista monumentelor istorice din județul Gorj din 20014 sub codul LMI:  GJ-II-m-B-09401, dar a fost declasată în lista din 2010.

## Istoric
Biserica a fost construită în anul 1790, conform inscripției găsite pe peretele exterior al pronaosului. 
În luna decembrie a anului 2008 a fost transferată în cadrul muzeului din Dumbrava Sibiului. Biserica de afla într-o stare avansată de degradare, din cauza unui incendiu în anul 2006, fiindu-i afectată învelitoarea în proporție de 50%. 

## Trăsături
Din punct de vedere arhitectural, ea face parte dintr-un tipar constructiv arhaic, primul de fapt, deviat din casa țărănească. Construcția prezintă particularități arhitecturale specifice Gorjului. Unul dintre ele constă în lipsa turlei sau a clopotniței, care este construită separat de biserică. O a doua particularitate este prispa, așezată pe lățimea construcției, la intrarea în biserică, prin pronaos. Monumentul nu prezintă pictură interioară, excepție făcând catapeteasma, zidită din cărămidă și pictată conform canoanelor bisericești ale cultului ortodox. 